# CATV
Zasugerowano, aby zintegrować ten artykuł z artykułem Telewizja kablowa. Nie opisano powodu propozycji integracji.
CATV (ang. Cable TV) – skrót odnoszący się do sieci odbioru i nadawania sygnałów radiowo-telewizyjnych w sąsiadujących ze sobą budynkach mieszkalnych. Siecią kablową nazywamy strukturę rozpiętą fizycznie na więcej niż jednym budynku, mającą ponad 200 przyłączy do podpięcia użytkowników. Konstruowanie systemów CATV w oparciu o model hybrid fibre-coaxial (HFC) umożliwia budowę sieci rozległych, obsługujących abonentów w liczbie rzędu paru tysięcy (szacunkowo z jednego wyjścia wzmacniacza w sieci HFC można obsłużyć około 50 użytkowników).

## Charakterystyka
Dane techniczne dotyczące sygnału w Polsce:
- Pasmo przenoszenia jednego kanału telewizyjnego 8 MHz
- standard D/K, D1
- kodowanie koloru w systemie PAL (system SECAM dla kanałów oryginalnie nadawanych w tym systemie)
- dźwięk sterofoniczny - standard NICAM (spotykany jest jeszcze system A2)
- do dyspozycji 94 kanały w przedziale częstotliwości od 110 MHz do 862 MHz

Analizę dotyczącą częstotliwości możliwych do wykorzystania w sieciach kablowych (na podstawie danych ze stron Urzędu Komunikacji Elektronicznej) zestawiono poniżej:
| Zakres                                  | Częstotliwości [MHz] | Oznaczenie |
| --------------------------------------- | -------------------- | ---------- |
| fale ultrakrótkie                       | 87,5 - 108,0         | UKF-FM     |
| dolne pasmo specjalne (midband)         | 110 - 174            | S01 - S08  |
| zakres III                              | 174 - 230            | K06 - K12  |
| górne pasmo specjalne (superband)       | 230 - 302            | S09 - S17  |
| rozszerzone pasmo specjalne (hyperband) | 302 - 470            | S18 - S38  |
| zakres IV                               | 470 - 606            | K21 - K37  |
| zakres V                                | 606 - 862            | K38 - K69  |

Dalsze szczegóły dotyczące gospodarki częstotliwościami znaleźć można na wspomnianych stronach UKE.

## Transmisja
Obecnie, w typowej telewizji kablowej mamy do czynienia z transmisją ponad 50 kanałów telewizyjnych. Dotyczy to zwykle pełnego pakietu usług wykupionego przez użytkownika. Ewentualne ograniczenie liczby dostępnych kanałów (dla sieci HFC) realizuje się poprzez odpowiednie filtrowanie sygnału przy użyciu filtrów montowanych w skrzynkach abonenckich osobno dla każdego abonenta lub ich grupy - filtr umieszcza się przed tapem do którego podłączona jest grupa użytkowników sieci. Szczegóły dotyczące budowy sieci znajdują się pod hasłem HFC. 
Odliczając telewizyjne, dla pozostałych usług transmisji danych (biorąc pod uwagę uwarunkowania dotyczące zakłóceń) pozostaje około 10 kanałów. Ze względu na budowę sieci typu HFC, by zapewnić możliwość transmisji od użytkownika do operatora, konieczne jest stosowanie transmisji z podziałem częstotliwości.
Transmisja danych do abonenta realizowana jest w zakresie kanałów telewizyjnych:
- duża wartość współczynnika S/N (sygnał/szum)
- wielopoziomowe rodzaje modulacji (QAM) - szybka transmisja przy małej szerokości kanału (duża sprawność), duży współczynnik wykorzystania pasma

Poniżej znajduje się krótkie zestawienie właściwości poszczególnych częstotliwości możliwych do wykorzystania dla kanału zwrotnego:
- dla częstotliwości powyżej 862 MHz:
  - mały wpływ zakłóceń zewnętrznych
  - wzrost tłumienności kabli
  - trudności w uzyskaniu odpowiedniej charakterystyki filtrów
- dla częstotliwości poniżej 65 MHz:
  - duży wpływ zakłóceń zewnętrznych
  - mała tłumienność kabli
  - łatwość uzyskania odpowiedniej charakterystyki filtrów

Ostatecznie transmisja danych do operatora realizowana jest w zakresie od 5 - 65 MHz, gdzie mały odstęp sygnał - szum utrudnia stosowanie modulacji o dużym stopniu skomplikowania w celu osiągnięcia dużej szybkości transmisji - ta zależy bezpośrednio od typu zastosowanej modulacji - jest wprost proporcjonalna do szerokości pasma i współczynnika wykorzystania pasma. Uwarunkowania dotyczące zakłóceń i możliwości wykorzystania pasma przenoszenia pociągają za sobą konieczność stosowania odpornych na zakłócenia rodzajów modulacji - typu BPSK, QPSK.